# Guardian Media Group
Guardian Media Group plc (часто згадується як GMG) — компанія, що володіє низкою ЗМІ-активів, включаючи The Guardian і The Observer. Належить групі Scott Trust. Була заснована як Manchester Guardian Ltd в 1907 році, коли Чарльз Скотт викупив Manchester Guardian у свого двоюрідного брата Едварда Тейлора. Група стала називатися Manchester Guardian and Evening News Ltd після придбання Manchester Evening News у 1924 році, а пізніше стала Guardian and Manchester Evening News Ltd, що відображало зміну назви ранкової газети. Своє ім'я GMG отримала в 1993 році.

## Структура
- Guardian News & Media (газети The Guardian, The Observer, сайт guardian.co.uk)
- GMG Regional Media (включає Manchester Online, Channel M)
- GMG Radio (ряд регіональних радіостанцій під логотипами Smooth, Real і Rock Radio)
- Trader Media Group (журнал The Auto Trader і його сайт)
- GMG Property Services (програмне забезпечення для агенцій нерухомості, бази даних і програмне забезпечення CFP Software, бюро дизайну The Media Design House і споживчий портал ThinkProperty.com)